# 브루스 캠벨
브루스 캠벨(Bruce Lorne Campbell, 1958년 6월 22일~ )은 미국의 배우, 프로듀서, 작가, 감독이다. 전설적인 B급 영화 감독인 캠벨은 이블 데드, 이블 데드 2, 크라임웨이브, 이블 데드 3 - 암흑의 군단, 엽살경찰, 부바 호-텝, LA 탈출, 뱀파이어의 일몰과 같은 컬트 영화에서 주연 역할을 맡은 것으로 잘 알려져 있다.

## 생애

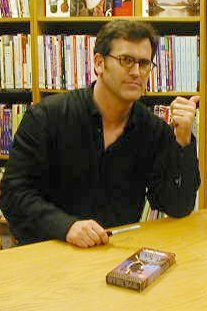
캠벨이 팬 미팅 인사에서 이블 데드의 VHS 복사본에 서명하고 있다.

캠벨은 미시간주 로열오크에서 아마추어 배우 Charles Newton Campbell과 주부 Joanne Louise의 아들로 태어났다. 그에게는 Don과 Michael Rendine, 이렇게 두 명의 형제가 있다.
캠벨의 첫 아내는 크리스틴(Christine Deveau)이었으며 1983년에 결혼하였다. 이들에게는 르베카(Rebecca)와 앤디(Andy)라는 두 명의 아이들이 있었는데 1989년에 이혼하였다. 지금 캠벨은 오리건주 잭슨빌에서 그의 두 번째 아내이자 의상 디자이너 아이다 기어론과 함께 살고 있다. 캠벨은 그녀를 공포의 혹성(Mindwarp)이라는 영화 세트장에서 만났다.

## 출연
- 2015년: 애쉬 vs 이블 데드 - 애쉬 역
- 2011년: 카 2 - 토크
- 2007년: 스파이더맨 3 (Spider-Man 2) - 레스토랑 직원 역
- 2007년: 마이 네임 이즈 브루스 (My Name Is Bruce) - 브루스 캠벨 역
- 2007년: 번 노티스 (TV, Burn Notice) - 샘 엑스 역
- 2005년: 맨 위드 더 스크리밍 브레인 (Man with the Screaming Brain) - 윌리엄 콜 역
- 2004년: 스파이더맨 2 (Spider-Man 2) - 스누티 어셔 역
- 2003년: 덕 다저스 (Duck Dodgers) - 포크 피글러 역(목소리)
- 2002년: 터미널 인베이젼 (Terminal Invasion) - 잭 역
- 2002년: 부바 호-텝 (Bubba Ho-tep)
- 2002년: 스파이더맨 (Spider-Man) - 링 아나운서 역
- 2001년: 마제스틱 (The Majestic) - 브렛 / 롤랜드 역
- 1999년: 스케이트장 (The Ice Rink / La Patinoire)
- 1999년: 아이스브레이커 (Icebreaker)
- 1999년: 황혼에서 새벽까지 2 (From Dusk Till Dawn II : Texas Blood Money) - 배리 역
- 1997년: 아이오브 트위스터
- 1997년: FBI 기동 타격대 10 : 겟 어웨이 (In the Line of Duty : Blaze of Glory) - 제프 에릭슨 역
- 1996년: LA 탈출 / L.A. 2013 (Escape from L.A.) - 비벌리힐스의 군의관 역
- 1996년: 체이스 맨 (Assault On Dome 4)
- 1995년: 콩고 (Congo) - 찰스 트래비스 역
- 1994년: 허드서커 대리인 (The Hudsucker Proxy) - 스미티 역
- 1993년: 브리스코 카운티 주니어의 모험 (TV, The Adventures Of Brisco County Jr.)
- 1993년: 이블 데드 3 - 암흑의 군단 (Army of Darkness) - 애쉬 역
- 1992년: 달의 모험 (Moon Trap)
- 1991년: L.A. 환상특급 (Lunatics : A Love Story)
- 1990년: 코델 2 (Maniac Cop 2) - 잭 역
- 1988년: 코델 (Maniac Cop)
- 1987년: 이블 데드 2 (Evil Dead 2) - 애쉬 역
- 1982년: 이블 데드 (The Evil Dead) - 애쉬 윌리엄스 역
- 1978년: 위딘 더 우즈 (Within The Woods)
- 1977년: 이츠 머더 (It's Murder!)